# 採用
| ウィキペディアには「採用」という見出しの百科事典記事はありません（タイトルに「採用」を含むページの一覧/「採用」で始まるページの一覧）。 代わりにウィクショナリーのページ「採用」が役に立つかもしれません。 |